# Imperial Wax Solvent
Albums de The Fall
Reformation Post TLC
(2007)
Imperial Wax Solvent est le 27e album de The Fall, sorti le 28 avril 2008 au Royaume-Uni. Malgré la discographie imposante du groupe, il est considéré comme l'un de ses meilleurs opus. Combinant des influences issues de genres aussi variés que le garage rock, le disco ou le blues rock, l'album rassemble bon nombre des petites « combines » qui ont fait la réussite du groupe ces vingt dernières années.
Imperial Wax Solvent inclut une nouvelle déclinaison britannique du groupe, après le départ des musiciens américains impliqués dans la composition et l'enregistrement de l'album de 2007 Reformation Post TLC, avec le chanteur et leader habituel Mark E. Smith, la claviériste Elena Poulou et le bassiste Dave Spurr, déjà présents dans la configuration précédente, rejoints par le guitariste Pete Greenway (invité sur l'album précédent) et le batteur Keiron Melling.
Il s'agit du premier album depuis Are You Are Missing Winner (2001) à avoir été bouclé en environ un an ; un album annuel était la norme pour le groupe auparavant, une pratique abandonnée au cours de la période 2001-2007 (2006 a été la première année où le groupe n'a sorti aucun nouveau morceau, son seul enregistrement publié ayant été Higgledy Piggledy, une reprise de The Monks).
L'album inclut le morceau anthologique 50 Year Old Man, d'une durée de près de 12 minutes et dans laquelle Mark E. Smith célèbre son âge, à la manière d'un « exorcisme ».
Imperial Wax Solvent a reçu un accueil critique favorable, atteignant un score de 81/100 sur Metacritic. Il a fait son entrée dans les charts pop britanniques à la 35e place, la première entrée du groupe dans le top 40 depuis l'album The Infotainment Scan de 1993, qui s'était hissé à la 9e place.
L'album a attiré l'attention de la presse musicale internationale car, à cause d'une erreur de pressage, ses chansons figurèrent malencontreusement sur plusieurs centaines des premiers exemplaires de Faryl, premier album de la chanteuse britannique Faryl Smith, entraînant un vif mécontentement du label Universal Classics and Jazz,.

## Titres
1. Alton Towers[12] – 3:29
2. Wolf Kidult Man – 3:02
3. 50 Year Old Man – 11:36
4. I've Been Duped – 2:44
5. Strange Town (The Groundhogs) – 5:41
6. Taurig – 2:59
7. Can Can Summer – 3:08
8. Tommy Shooter – 3:45
9. Latch Key Kid – 3:20
10. Is This New" – 2:14
11. Senior Twilight Stock Replacer" – 3:08
12. Exploding Chimney" – 2:25